# Leptotes pohlitinocoi
Leptotes pohlitinocoi är en orkidéart som beskrevs av Vitorino Paiva Castro och Guy Robert Chiron. Leptotes pohlitinocoi ingår i släktet Leptotes och familjen orkidéer. Inga underarter finns listade i Catalogue of Life.

## Bildgalleri

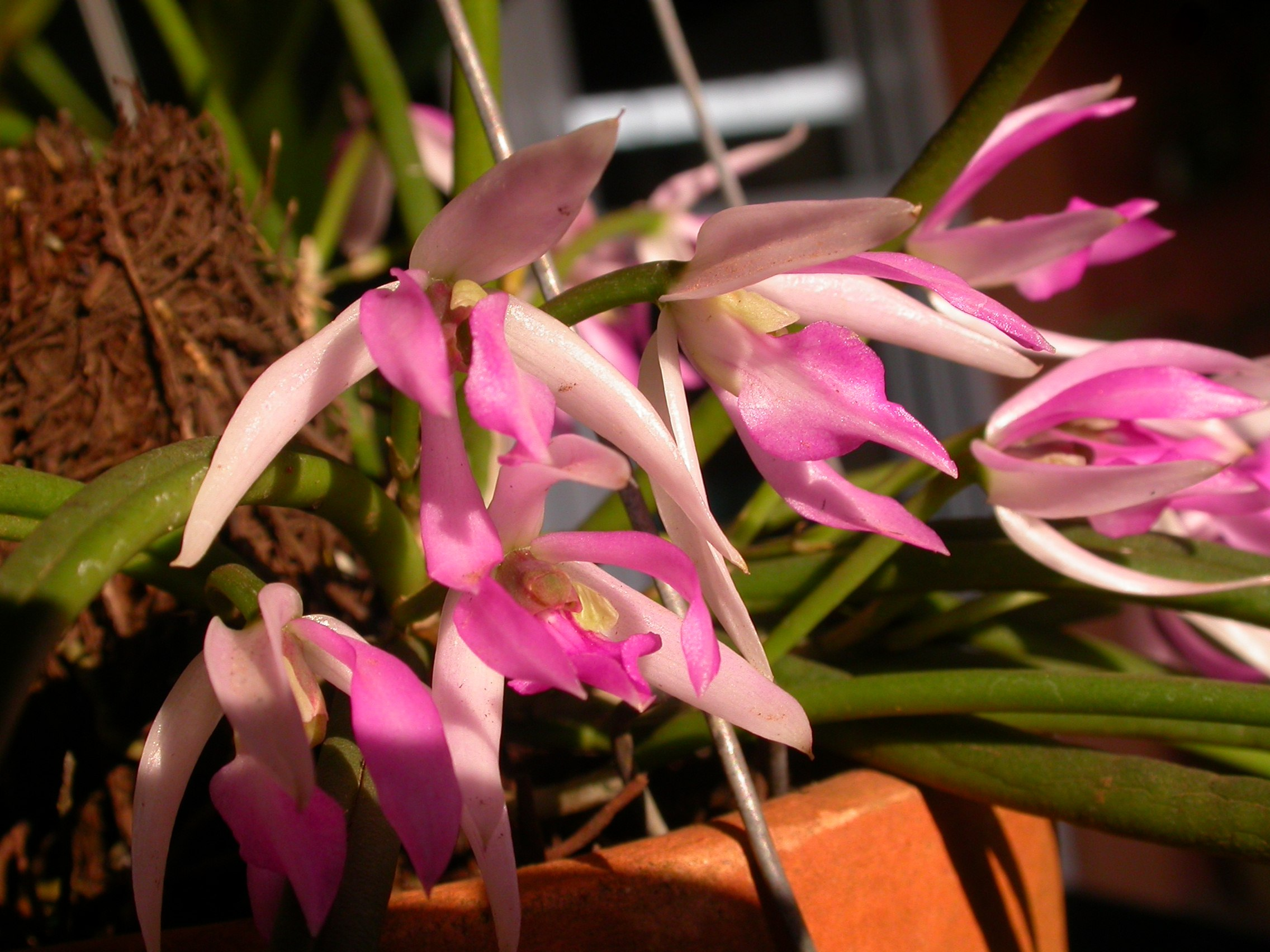
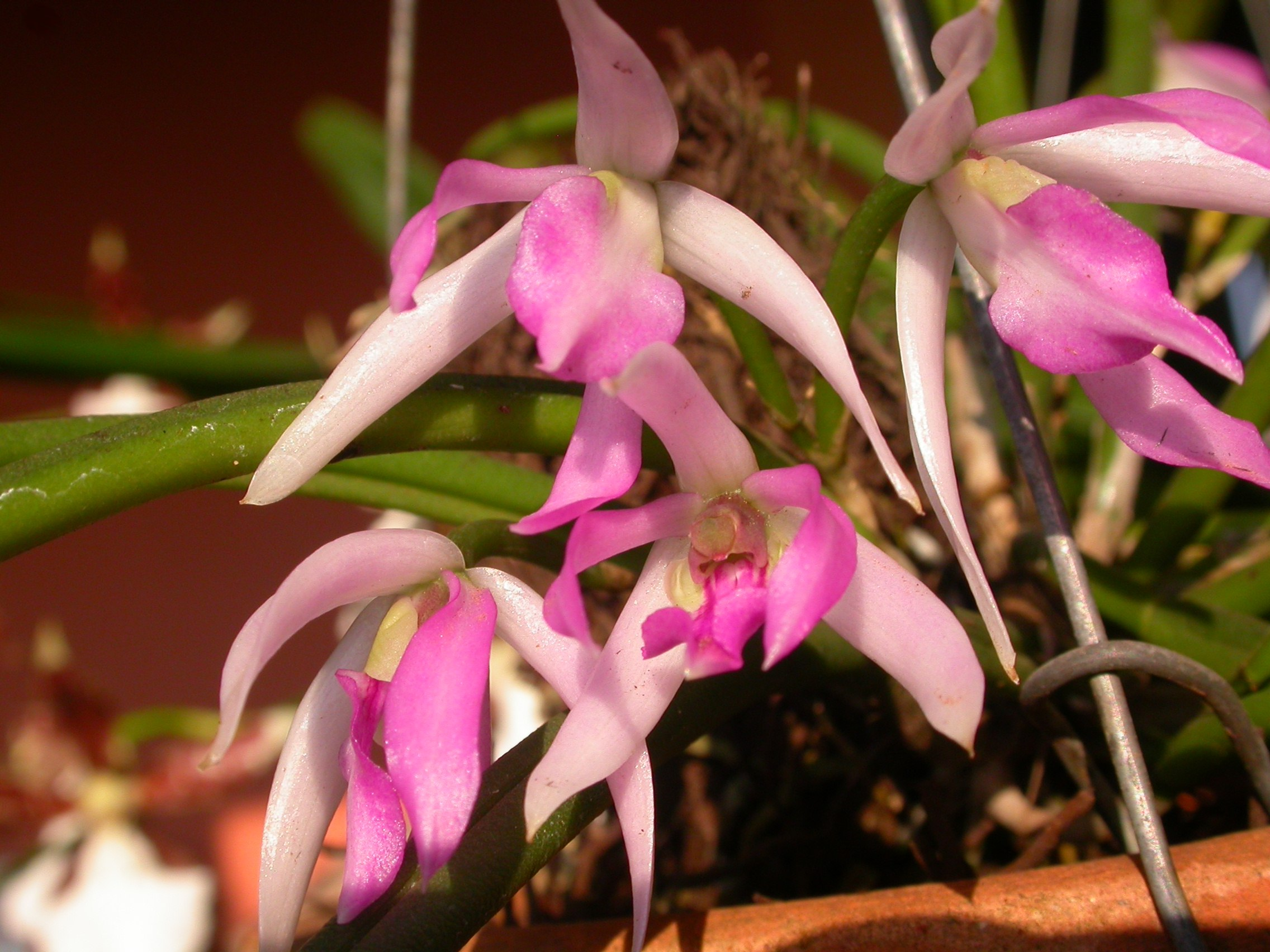
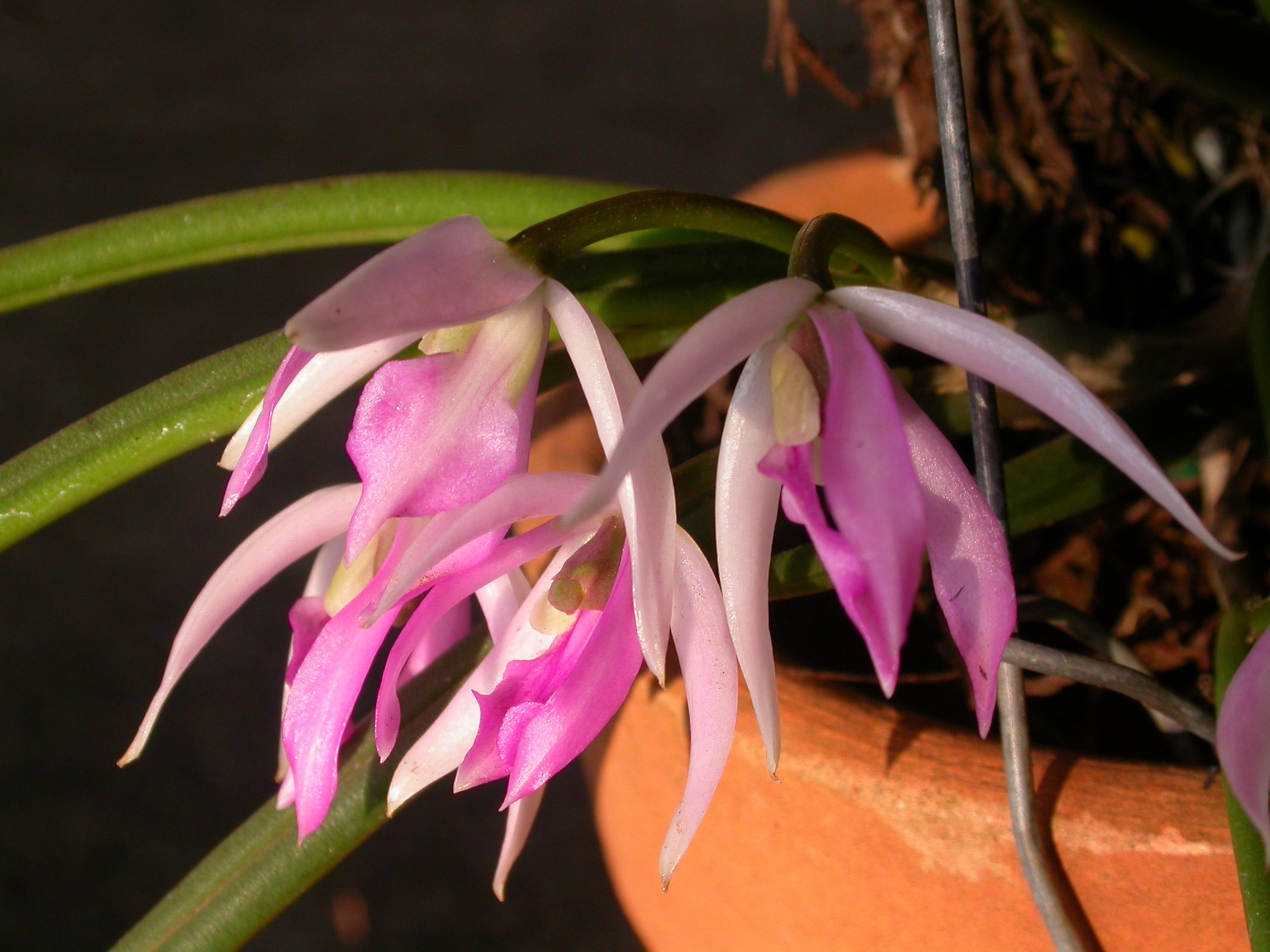
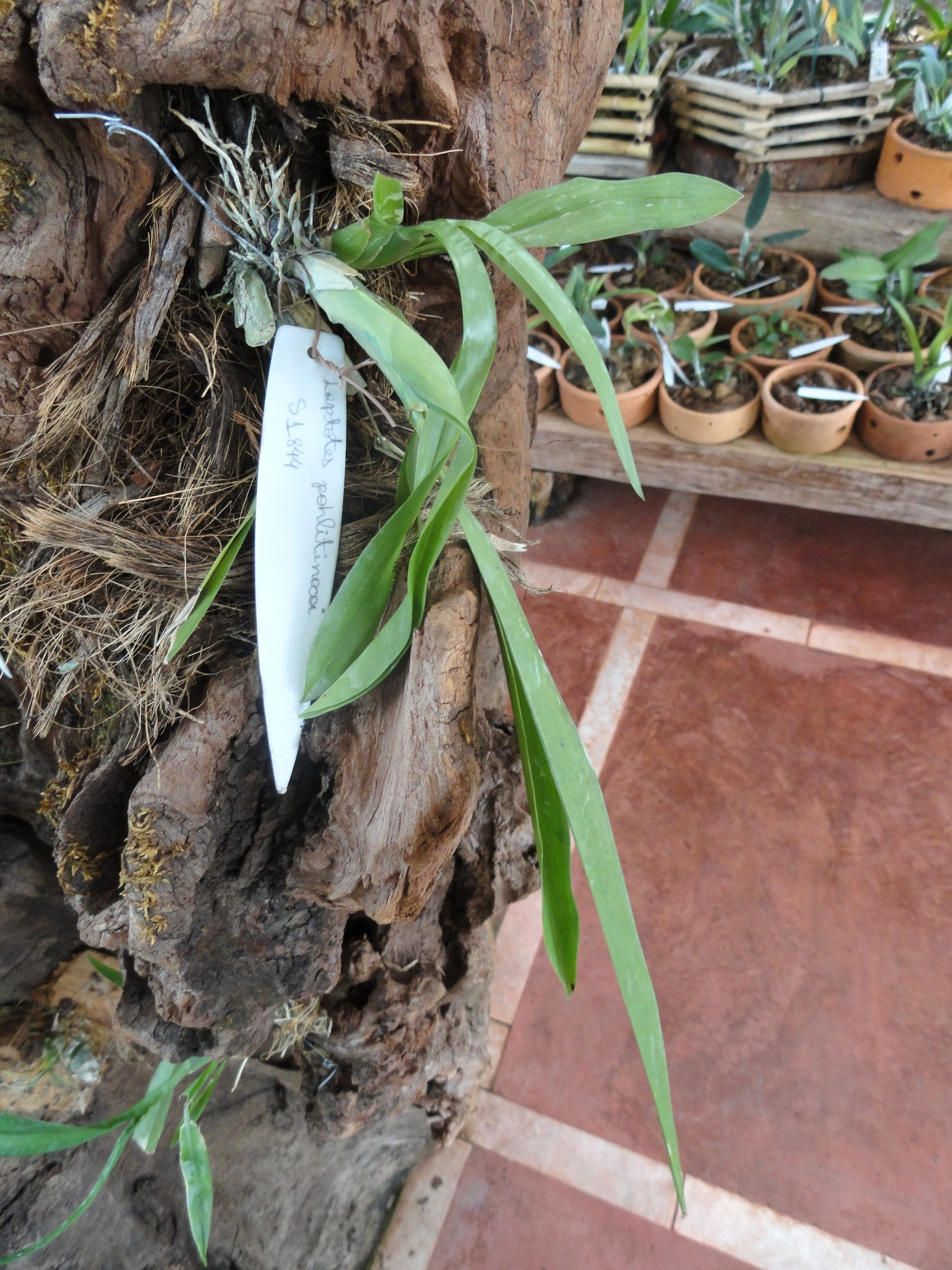